# Хамбургер
 Тази статия е за вида сандвич.  За футболния отбор вижте Хамбургер ШФ.  
Хамбургерът е вид сандвич, състоящ се от плоско говеждо кюфте, което се слага в разрязано на две кръгло хлебче. Хамбургерите често се предлагат с различни сосове, най-често кетчуп, майонеза и горчица. Обикновено се прибавят гарнитури от типа на маруля, домати, лук, кисели краставици и кашкавал. Хамбургер гарниран със сирене се нарича чийзбургер. Традиционно се продава в закусвални, но се среща и като евтино ястие в някои ресторанти от висок клас. Съществуват много международни и регионални вариации на хамбургера.

## История
Съществуват множество теории за произхода на хамбургера. Според някои изследователи, ястието е популярно в Хамбург (на когото е кръстен сандвича) към 1869 г. под името „Rundstück warm“ („топло хлебче“) и се яде от много емигранти по пътя им към Америка. Според други, хамбургерът е създаден за пръв път в Америка през 1900 г. от датски имигрант в Ню Хейвън, Кънектикът. Противници на това твърдение считат за родина на хамбургера град Хамбург в Германия и за негов откривател – Ото Куасе. Все пак, сандвичът добива национална известност след търговското изложение в Сейнт Луис през 1904 г. Спорът относно първосъздателя продължава и до днес.

## Днес
Хамбургерите обикновено се свързват с ресторантите за бързо хранене. Хамбургерите, които се сервират в големите вериги, най-често се произвеждат масово в заводи и замразени за доставка. Тези бургери са тънки и с една дебелина, различаващи се от традиционните американски бургери, които са по-дебели и приготвяно ръчно. Повечето хамбургери са кръгли, но вериги като Уендис предлагат и квадратни такива. Обичайно месото им се изпича добре от мерки за безопасност.
McDonald's продават Биг Мак, което е един от най-продавани хамбургери в света, с около 550 милиона продавани бройки годишно само в САЩ.
Хамбургерите често се сервират като бърза вечеря, на пикници или като храна на купони и често се готвят навън на барбекю.

### Безопасност
Тъй като суровите хамбургери могат да съдържат вредни бактерии (като Escherichia coli O157:H7), Министерството на земеделието на САЩ препоръчва месото да се приготвя при вътрешна температура от 71 °C.

## Варианти
Бургерите могат да се правят с месо, различно от телешко. Например, пуешки бургер има пуешко месо, пилешки бургер има пилешко месо и т.н. Бургер, който не съдържа месо, се нарича веджибургер и често използва заместител на месо като тофу или други.